# 达居乡
达居乡（藏語：རྟ་རྒྱུད་），是中华人民共和国西藏自治区日喀则市昂仁县下辖的一个乡镇级行政单位。

## 行政区划
达居乡下辖以下地区：
桑嘎村、珠村、通村、克吾村、赤那村、江嘎村、柱村、达居村、帮由村、纳古村、谢如村、粗村、其素村、多洛村和伦定村。